# Johann Anton Güldenstädt
Johann Anton Güldenstädt, född 26 april 1745 i Riga, Lettland, död 23 mars 1781 i Sankt Petersburg, Ryssland, var en balttysk naturhistoriker och upptäcktsresande.